# Albert Steinrück
Albert Steinrück, född 20 maj 1872 i Wetterburg, Waldeck, död 2 februari 1929 i Berlin, var en tysk skådespelare. 

## Filmografi (urval)
- 1929 - Asfalt
- 1928 – Hans Kungl. Höghet shinglar
- 1920 - Der Golem